# Il-Kantilena
Il-Kantilena és el text literari conegut més antic en llengua maltesa.
El poema, escrit en maltès antic, és atribuït a Pietru Caxaro. Va ser descobert el 1966 o 1968 per Godfrey Wettinger i Mikiel Fsadni (OP) a la darrera pàgina d'un registre notarial (amb data de desembre de 1533 a maig de 1563) del nebot de Caxaro, Brandano. El poema seria anterior a 1485, any de la mort de Caxaro, probablement de la dècada de 1470.
Escrit en alfabet llatí, en un maltès molt primerenc que encara no havia estat gaire influït  per l'italià o l'anglès és, per això, un exemple de maltès històric.
El text conté molt vocabulari àrab. Les úniques paraules llatines són vintura "sort" i et "i". En general, els textos maltesos antics contenen molt poc vocabulari no semític; fins i tot, en textos més tardans, la poesia tendeix a utilitzar més vocabulari semític que no pas la llengua d'ús habitual.
El document original es conserva als Notarial Archives de La Valletta.